# Фитония
Фитония (Fittonia) е род цъфтящи растения от семейство Страшникови (Acanthaceae), родом от тропическите гори в Южна Америка, главно Перу.

## Отглеждане
Растението е капризно и трудно за отглеждане. През зимата не бива да бъде оставяно под 15 градуса. Не понася пряка слънчева светлина, преполиване, недостиг на светлина или сух въздух.

## Видове
Познати са около 15 вида, най-известните от които са:
- Fittonia albivenis
- Fittonia argyroneura
- Fittonia argyroneura nana
- Fittonia gigantea
- Fittonia verschaffeltii
- Fittonia verschaffeltii pearcei

- Fittonia albivenis
- Fittonia albivenis
- Фитония с червени нишки
- Линеещо растение